# Метрострой (футбольный клуб)
«Метрострой» — советский футбольный клуб из Москвы. Основан не позднее 1935 года.

## Названия
- до 1948 года — «Метро»;
- с 1949 года — «Метрострой».

## Достижения
- Во второй группе — 7 место (1-я зона РСФСР, 1949 год).
- В Кубке СССР — поражение в 1/2 финала 1-й зоны РСФСР (1949).